# Delectus Seminum quae in horto botanico universitatis caesareae Dorpatensis collecta, pro mutua communicatione offeruntur
Delectus Seminum quae in horto botanico universitatis caesareae Dorpatensis collecta, pro mutua communicatione offeruntur (abreviado Del. Sem. Hort. Dorpat.) es un libro con ilustraciones y descripciones botánicas que fue escrito por el naturalista zoólogo y botánico alemán de Rusia Alexander von Bunge. Fue publicado en los años 1837-1843.